# Angella Okutoyi
Angella Okutoyi (* 29. Januar 2004) ist eine kenianische Tennisspielerin.

## Leben

### Persönliches
Angella Okutoyi und ihre Zwillingsschwester Roselida Asumwa, die ebenfalls Tennis spielt, wurden von ihrer Großmutter Mary großgezogen. Ihre Mutter starb bei der Geburt eines Kindes.

### Karriere
Okutoyi spielt vor allem auf Turnieren der ITF Women’s World Tennis Tour, bei denen sie bislang zwei Einzel und acht Doppeltitel gewonnen hat.
Bei den Afrikaspielen 2019 nahm sie am Dameneinzel teil, wo sie bis ins Achtelfinale kam. Ihr erstes Juniorinnen-Grand-Slam-Turnier spielte sie bei den Australian Open 2022, wo sie im Einzel das Achtelfinale erreichte. Mit ihrem Erstrundensieg gegen Federica Urgesi wurde sie die erste Kenianerin, der es bei den Juniorinnen gelang, ein Grand-Slam-Spiel zu gewinnen. Im Doppel schied sie in der ersten Runde aus. Am 9. Juli 2022 triumphierten sie und Rose Marie Nijkamp in Wimbledon im Juniorinnendoppel. Sie schlugen im Finale das kanadische Team Kayla Cross/Victoria Mboko mit 3:6, 6:4 und [11:9]. Damit wurde sie zum ersten Kenianer der einen Wimbledon-Titel gewann. Am 21. März 2024 triumphiert sie bei den Afrikaspielen im Einzel, als sie im Finale Lamis Alhussein Abdel Aziz mit 6:4 und 6:2 besiegte.
2018 spielte sie erstmals für die kenianische Fed-Cup-Mannschaft. Von 16 Einsätzen gewann sie 11 (Stand: 2023).

## Turniersiege

### Einzel
| Nr. | Datum             | Turnier  | Kategorie | Belag     | Finalgegnerin     | Ergebnis      |
| --- | ----------------- | -------- | --------- | --------- | ----------------- | ------------- |
| 1.  | 30. Juli 2023     | Monastir | ITF W15   | Hartplatz | Isabella Harvison | 6:2, 7:62     |
| 2.  | 23. Dezember 2023 | Nairobi  | ITF W25   | Sand      | Lena Papadakis    | 6:3, 1:6, 6:1 |

### Doppel
| Nr. | Datum             | Turnier    | Kategorie | Belag     | Partnerin        | Finalgegnerinnen                     | Ergebnis         |
| --- | ----------------- | ---------- | --------- | --------- | ---------------- | ------------------------------------ | ---------------- |
| 1.  | 26. November 2022 | Nairobi    | ITF W15   | Sand      | Smriti Bhasin    | Sharmada Balu Sabastiani Leon        | 6:3, 7:5         |
| 2.  | 15. Juli 2023     | Monastir   | ITF W15   | Hartplatz | Beverley Nyangon | Samira De Stefano Gaia Parravicini   | 6:4, 3:6, [10:2] |
| 3.  | 22. Dezember 2023 | Nairobi    | ITF W25   | Sand      | Sada Nahimana    | Jessie Aney Lena Papadakis           | 6:3, 1:6, 6:1    |
| 4.  | 25. Mai 2024      | Monastir   | ITF W15   | Hartplatz | Merna Refaat     | Liu Leyi Xu Jiayu                    | 6:2, 6:2         |
| 5.  | 20. Juli 2024     | Casablanca | ITF W15   | Sand      | Celine Simunyu   | Gloria Ceschi Gaia Squarcialupi      | 6:3, 6:1         |
| 6.  | 11. Januar 2025   | Nairobi    | ITF W35   | Sand      | Sada Nahimana    | Demi Tran Lian Tran                  | 6:3, 6:3         |
| 7.  | 7. Juni 2025      | Troisdorf  | ITF W50   | Sand      | Rasheeda McAdoo  | Josy Daems Anastassija Firman        | 6:1, 6:1         |
| 8.  | 14. Juni 2025     | Madrid     | ITF W15   | Sand      | Sofia Rocchetti  | Mika Buchnik Sol Ailin Larraya Guidi | 6:2, 6:3         |